# Юнал Лютфи
Юнал Саид Лютфи е български политик от Движението за права и свободи (ДПС) и народен представител в VII велико народно събрание, XXXVI, XXXVII, XXXVIII, XXXIX, XL и XLI народно събрание. Член на масонското общество.

## Биография
Юнал Лютфи е роден през 1944 година в Харманли. Завършва гимназия в Ловеч и турска филология и ориенталистика в Софийския университет „Климент Охридски“. От 1972 година е чиновник в Комитета за култура, като след 1983 година е заместник главен редактор на издаваното от него списание „Библиотекар“. Според Румен Петков през този период Лютфи сътрудник на Второ главно управление на Държавна сигурност.
През 1990 година Лютфи е сред основателите на ДПС и от същата година е народен представител. Той е заместник-председател на XL народно събрание. През 2000 – 2003 година и отново от 2009 година е заместник-председател на Парламентарната асамблея на Съвета на Европа.

## Агентурна дейност
С Решение № 1 от 24.04.2007 г. на Комисията за разкриване на документите и за обявяване на принадлежност на български граждани към Държавна сигурност и разузнавателните служби на БНА се оповестява агентурната дейност на Юнал Саид Лютфи в качеството на секретен сътрудник с псевдоними „Мурад“ (от 22.04.1965 година) и „Сидер“ (от 08.02.1985 година) .